# Élections législatives de 1928 en Guadeloupe
Les élections législatives de 1928 en Guadeloupe ont eu lieu les 22 et 29 avril dans le département de la Guadeloupe dans le cadre des élections législatives françaises de 1928, sous la IIIe République.

## Mode de scrutin
La Chambre des députés est composée de 612 sièges pourvus au Scrutin uninominal majoritaire à deux tours, avec au moins un député par arrondissement.
Le mode de scrutin suit la Loi du 21 juillet 1927.
Il s'agit du retour au même mode de scrutin qu'entre 1889 et 1914, après le système complexe mis en place en 1919-1924.
Pour être élu il faut :
- la majorité absolue des suffrages exprimés ;
- un nombre de suffrages égal au quart des électeurs inscrits.

Au deuxième tour la majorité relative suffit. En cas d'égalité c'est le plus âgé qui est élu.
Dans le département de la Guadeloupe, deux députés sont à élire, dans le cadre des circonscriptions inchangées qui ont existé de 1881 à 1914.

## Élus
| Circonscription | Député sortant       | Parti ou Nuance | Parti ou Nuance | Groupe                                        | Député sortant  | Parti ou Nuance | Parti ou Nuance | Groupe             |
| --------------- | -------------------- | --------------- | --------------- | --------------------------------------------- | --------------- | --------------- | --------------- | ------------------ |
| 1re             | Gratien Candace      |                 | Rép soc         | Républicain socialiste et socialiste français | Gratien Candace |                 | Rad ind         | Gauche radicale    |
| 2e              | Armand Jean-François |                 | Rad-soc         | Radical socialiste                            | Eugène Graëve   |                 | Rad-soc         | Radical socialiste |

## Résultats

### Première circonscription
- Elle regroupe la côte sous-le-vent et le sud de la Basse-Terre, avec les communes de Deshaies, Pointe-Noire, Bouillante, Vieux-Habitants, Baillif, Saint-Claude, Basse-Terre, Gourbeyre, Vieux-Fort, Trois-Rivières, Capesterre-Belle-Eau, Goyave.
- S'y ajoute les trois communes de Marie-Galante, Saint-Barthélémy, Saint-Martin et les deux communes des Saintes.

| Candidat       | Candidat               | Parti             | Premier tour | Premier tour | Deuxième tour | Deuxième tour |
| Candidat       | Candidat               | Parti             | Voix         | %            | Voix          | %             |
| -------------- | ---------------------- | ----------------- | ------------ | ------------ | ------------- | ------------- |
|                | Rad ind                | Gratien Candace * | 3 830        | 43,35        | 5 834         | 54,10         |
|                | Hildevert-Adolphe Lara | app SFIO          | 2 283        | 25,84        | 4 747         | 44,02         |
|                | Armand Jean-François * | Rad-soc           | 1 470        | 16,64        | 187           | 1,73          |
|                | Lavaud                 | Rad               | 1 390        | 15,73        | 16            | 0,15          |
|                |                        |                   |              |              |               |               |
| Inscrits       | Inscrits               | Inscrits          | 18 904       | 100,00       | 18 904        | 100,00        |
| Votants        | Votants                | Votants           | 8 973        | 47,47        | 10 900        | 57,60         |
| Abstention     | Abstention             | Abstention        | 9 931        | 52,53        | 8 004         | 42,40         |
| Blancs et nuls | Blancs et nuls         | Blancs et nuls    | 138          | 1,54         | 116           | 1,06          |
| Exprimés       | Exprimés               | Exprimés          | 8 835        | 98,46        | 10 784        | 98,94         |

### Deuxième circonscription
- Elle regroupe toute la Grande-Terre, plus le nord de la Basse-Terre, avec les communes de Baie-Mahault, Lamentin, Petit-Bourg et Sainte-Rose.
- S'y ajoute la commune insulaire de La Désirade.

| Candidat       | Candidat                 | Parti          | Premier tour | Premier tour |
| Candidat       | Candidat                 | Parti          | Voix         | %            |
| -------------- | ------------------------ | -------------- | ------------ | ------------ |
|                | Eugène Graëve            | Rad-soc        | 8 026        | 65,32        |
|                | Paul Valentino           | SFIO           | 2 182        | 17,76        |
|                | Max Bloncourt            | Com-PP         | 1 083        | 8,81         |
|                | Hégésippe Jean Légitimus | Soc ind        | 758          | 6,17         |
|                | Michel Tacita            | Soc ind        | 206          | 1,68         |
|                |                          | Gourdon        | 201          | 1,64         |
|                |                          |                |              |              |
| Inscrits       | Inscrits                 | Inscrits       | 27 326       | 100,00       |
| Votants        | Votants                  | Votants        | 12 456       | 45,58        |
| Abstention     | Abstention               | Abstention     | 14 870       | 54,42        |
| Blancs et nuls | Blancs et nuls           | Blancs et nuls | 168          | 1,35         |
| Exprimés       | Exprimés                 | Exprimés       | 12 288       | 98,65        |